# Auguste Béhal
Auguste Béhal est un chimiste et pharmacien français né en 1859 à Lens et mort en 1941 à Mennecy. Il est surtout connu pour avoir inauguré en France l'enseignement de la chimie selon la théorie atomique. On lui doit également d'importantes et nombreuses contributions à la connaissance des composés organiques.

## La formation
Né à Lens d’une famille de cultivateurs, Auguste Béhal commence ses études dans une école privée laïque de Lens. Il poursuit sa scolarité aux collèges de Saverne et de Béthune où son oncle Becquet exerce les fonctions de principal, puis à Lens de nouveau, où l’oncle s’est retiré en 1873.
Bien qu’il ne puisse prétendre qu’au diplôme de seconde classe, n’étant titulaire que du certificat de grammaire, Béhal décide d’étudier la pharmacie. Les deux premières années, il accomplit son stage à Lens chez monsieur Wagon et, la troisième année, dans des officines de Saint-Omer, de Lille et de Paris. À l’automne 1878, il commence son volontariat à Alençon.
En novembre 1878, Béhal s’inscrit à l’École supérieure de pharmacie de Paris. Dès la première année, il est reçu premier sur quarante-six candidats au concours d’internat. À l’hôpital de la Pitié, il se lie d’amitié avec Grignard et, confirmant son brillant succès au concours d’entrée, il obtient par deux fois, en 1882 et 1884, la médaille d’argent des hôpitaux, puis la médaille d’or en 1885.
Déçu par l’enseignement que donne Jungfleisch en notation par équivalences, Béhal s’inscrit en Sorbonne au cours d’Adolphe Wurtz, partisan de la notation atomique. Sa vocation de chimiste s’affirme. C’est alors qu’il se convainc de la nécessité d’adopter la théorie et la notation atomiques en chimie organique.

## Le professeur
À partir de 1882, Béhal est chargé d’un cours de chimie élémentaire à l’Union française de la jeunesse et, en 1883, il entre dans le laboratoire de Friedel où il s’initie à la recherche et effectue ses premiers travaux. Sans négliger pour autant les études théoriques, il obtient le baccalauréat en 1883 et, en 1884, la licence ès sciences.
L’année 1886, il publie les résultats de ses premiers travaux sur l’hydratation de l’œnanthylidène, il est reçu au concours de pharmacien des hôpitaux et, le 4 décembre, il obtient enfin le diplôme de pharmacien de première classe alors qu’il a terminé sa scolarité depuis plus de quatre ans.
Deux ans plus tard, en avril 1888, il soutient sa thèse de doctorat en sciences. L’année suivante, il est brillamment reçu au concours de l’agrégation. Toutefois, il n’est nommé que pour cinq ans. En 1889, dès son entrée en fonction, il demande l’autorisation d’exposer la théorie atomique dans un cours libre de chimie organique.
À l’issue d’un très vif débat, le cours est institué en 1890, et Béhal continue de le donner après 1894 bien que ses fonctions aient pris fin cette année-là. Le succès de l’enseignement de Béhal dépasse celui du cours officiel. Il est suivi par des élèves enthousiastes, parmi lesquels Edmond Blaise, Raymond Delaby, Marcel Delépine, Ernest Fourneau, Marcel Sommelet, Marc Tiffeneau ou Amand Valeur se feront un nom dans la chimie ou la médecine.
Cependant, le parti pris par Béhal dans l’affaire Dreyfus en faveur de l’innocence du capitaine provoque l’hostilité des étudiants et, en 1898, l’assemblée de l’école ne renouvelle pas son autorisation. Sur la proposition de Friedel, il est alors nommé maître de conférences de chimie organique à la Sorbonne, mais l’année suivante, à la mort de son maître Friedel, il se voit préférer Haller comme titulaire de la chaire. Et Béhal ne reste maître de conférences que jusqu’en 1901, date à laquelle il est nommé professeur de toxicologie à l’École supérieure de pharmacie de Paris. En 1908, troisième titulaire après Berthelot et Jungfleisch, il accède à la chaire de chimie organique de l’École, qu’il conserve jusqu’à sa retraite, en 1934, où il est nommé professeur honoraire.

## Le pharmacien
Béhal est successivement pharmacien chef de l’hôpital Bichat pendant deux ans, de l’hôpital du Midi pendant treize ans puis, pendant quelques mois, de Trousseau et de Boucicaut. En 1904, il est nommé à la maternité Port-Royal.
Pharmacien des hôpitaux à vingt-sept ans en 1886, Béhal aura exercé ses fonctions jusqu’à soixante-cinq ans, âge de la retraite des hospitaliers.

## Le chercheur
S’intéressant à de nombreux secteurs de la chimie organique, « Béhal a contribué à enrichir le Beilstein de nombre d’espèces nouvelles » et, parmi ses travaux les plus marquants, il faut citer au moins :
- Les carbures acétyléniques[5] ;
- Les phénols, avec Eugène Choay (analyse des créosotes, synthèse du gaïacol et son obtention à l’état cristallisé[6], découverte ou préparation de nombreux autres dérivés des phénols) ;
- Les acides maloniques, avec Victor Auger (description de nouveaux modes d’obtention des chlorures d’acides, de l’acide monochloracétique et du chlorure d'acétyle, préparation de nombreux dérivés mono ou dicétoniques et description d’une méthode de synthèse du camphre à partir de l’essence de térébenthine) ;
- Les anhydrides mixtes des acides cycliques et acycliques ;
- La déshalogénation des dérivés chlorés du toluène et de ses homologues ;
- La chlorurée, agent de fixation de l’acide hypochloreux sur les dérivés éthyléniques, et de l’acide cyanurique, réactif pour la préparation des allophanates[n 2].

## Distinctions
- Grand officier de la Légion d'honneur (9 aout 1929)[7]
- Officier de l'Instruction publique

## Récompenses
- Médaille d’argent des hôpitaux (1882 et 1884)
- Médaille d’or des hôpitaux (1885)
- Prix Jecker (partagé, 1881)
- Prix Jecker (1900)
- Grande médaille d’or de la Société de chimie industrielle (1933)

## Sociétés et académies
- Société chimique de France : membre (1886), secrétaire (1893), secrétaire général (1905), vice-président (1908), président (1911), président d’honneur (1931).
- Société de pharmacie de Paris (puis Académie de pharmacie) : membre résident, président (1905).
- Académie de médecine : membre (1907), vice-président (1921), président (1922).
- Office des produits chimiques et pharmaceutiques : créateur et directeur (1914)[8].
- Académie des sciences : membre (1921), président (1939).
- Société de chimie industrielle : membre, président d’honneur (1937).
- Institut de France : président (1939).

### Publications
- Notice sur les titres et travaux scientifiques de A. Béhal, Paris, Masson et Cie, 1907-1911.
- Traité de chimie organique d'après les théories modernes  (préf. Charles Friedel), Paris, O. Doin, 1908-1911, 3e éd. (1re éd. 1896-1897), avec Amand Valeur (lire en ligne : tome 1er et tome 2d).

### Sur Auguste Béhal
- Marika Blondel-Mégrelis, « Auguste Béhal (1859-1941) », dans Laurence Lestel (dir.), Itinéraires de chimistes : 1857-2007 : 150 ans de chimie en France avec les présidents de la SFC, EDP Sciences, 2008, pp. 33-37.
- Raymond Charonnat[n 3], « Auguste Béhal - 1859-1941 », dans Figures pharmaceutiques françaises : Notes historiques et portraits (1803-1953), collectif, Masson et Cie, Paris, 1953, p. 209-214.
- François Chast (éd.) et Pierre Julien (éd.) (préf. Jean Loygue), Cinq siècles de pharmacie hospitalière : 1495-1995, éditions Hervas, 1995, 382 p. (présentation en ligne).
- Marcel Delépine, « Souvenirs : Auguste Béhal (1859-1941). I. Son agrégation », Revue d'histoire de la pharmacie, vol. 48, no 164,‎ janvier-mars 1960, p. 249-254 (lire en ligne, consulté le 19 septembre 2013), et « II. La Notation atomique », ibid., no 165,‎ avril-juin, p. 301-308 (lire en ligne, consulté le 19 septembre 2013).
- Nicole Duchon et Jean Lebert, Auguste Béhal : De Lens à Mennecy, Mée-sur-Seine, Lys éditions Amatteis, 1991, 191 p. (ISBN 978-2-86849-110-7, OCLC 00904339X).
- Loïc Leclercq, « Auguste Béhal : Précurseur et visionnaire de la chimie organique moderne », Revue d'histoire de la pharmacie, vol. 55, no 355,‎ 2007, p. 329-340 (lire en ligne, consulté le 1er février 2014).

### Source principale de l'article
- « Auguste Béhal (1859-1941) : 3e titulaire de la chaire de chimie organique », sur shp-asso.org, Société d’histoire de la pharmacie.